# Acacia pravissima
Acacia pravissima é uma espécie de leguminosa do gênero Acacia, pertencente à família Fabaceae.